# Mackenzie Foy
Mackenzie Foyová, narozena jako Mackenzie Christine Foy (* 10. listopad 2000 Los Angeles, Kalifornie, USA) je americká dětská herečka a modelka. Nejvíce ji proslavila role Renesmee Cullen ve filmu Twilight Sága: Rozbřesk – 2.část a role Kláry ve filmu Louskáček a čtyři říše.

## Život a kariéra
Mackenzie má staršího bratra. Má domácí vzdělání. S modelingem začala v roce 2004. Modelovala pro Garnet Hill, Polo Ralph Lauren a Guess. Později pro mnoho dalších, jako například pro Disneyho, Mattel či Gap. V rozhovoru pro Gap prozradila, že by chtěla hrát ve filmu. Což se jí splnilo.
Její herecká kariéra začala v roce 2009 byla v mnoha televizních pořadech jako V dobrém i zlém, FlashForward – Vzpomínka na budoucnost, a Hawaii 5-0. O rok později byla vybrána do role Renesmee Cullen do filmu Twilight sága: Rozbřesk – 1. část, kde se objevila jen na konci filmu a Twilight sága: Rozbřesk – 2. část, kde hrála jednu z hlavních rolí. O další rok později měla roli ve filmu Plastic Jesus, který vychází ke konci roku 2013. V únoru 2012 byla vybrána do role Cindy v úspěšném horroru V zajetí démonů. Mimo to se také ve stejnou dobu objevila v poslední epizodě druhé horrorové série Hodina duchů. V říjnu téhož roku získala hlavní roli ve filmu Wish You Well (filmová adaptace knihy Davida Baldacciho).
V roce 2018 si zahrála roli Kláry ve filmu Louskáček a čtyři říše.

## Filmografie

### Film
| Rok  | Název                             | Role              | Poznámky        |
| ---- | --------------------------------- | ----------------- | --------------- |
| 2011 | Twilight sága: Rozbřesk – 1. část | Renesmee Cullen   |                 |
| 2012 | Twilight sága: Rozbřesk – 2. část | Renesmee Cullen   |                 |
| 2013 | V zajetí démonů                   | Cindy Perron      |                 |
| 2013 | Wish You Well                     | Lou Cardinal      |                 |
| 2014 | Ernest & Celestine                | Celestine         | anglický dabing |
| 2014 | The Boxcar Children               | Violet (hlas)     |                 |
| 2014 | Black Eyed Dog                    | Daisy             |                 |
| 2014 | Interstellar                      | Young Murph       |                 |
| 2015 | Malý princ                        | malá dívka (hlas) |                 |
| 2018 | Louskáček a čtyři říše            | Clara Stahlbaum   |                 |
| 2020 | Černá kráska                      | Jo Green          |                 |

### Televize
| Rok  | Název                                  | Role                    | Poznámky             |
| ---- | -------------------------------------- | ----------------------- | -------------------- |
| 2009 | V dobrém i zlém                        | malá dívka              | díl: „No Complaints“ |
| 2010 | FlashForward – Vzpomínka na budoucnost | Kate Erskine            | díl: „Zpětný ráz“    |
| 2010 | Hawaii 5-0                             | Lily Wilson             | díl: „Ztráta paměti“ |
| 2012 | Hodina duchů                           | Natalie / Georgia Lomin | 2 díly               |
| 2014 | Láska s vůní sušenek                   | Sally                   | TV film              |
| 2015 | Jesse Stone: Ztracen v Paradise        | Jenny O'Neill           | TV film              |